# San Miguel del Cinca
San Miguel del Cinca es un municipio de español de la provincia de Huesca, comunidad autónoma de Aragón. Tiene un área de 106,49 km², con una población de 848 habitantes (INE 2010) y una densidad de 7,96 hab/km².

## Geografía

### Núcleos de población
- Estiche de Cinca
- Pomar de Cinca
- Santalecina

## Historia
Este municipio se formó el 16 de noviembre del año 1972 por la unión de las localidades de Estiche de Cinca, Pomar de Cinca y Santalecina

## Demografía
San Miguel del Cinca cuenta con una población de 784 habitantes (INE 2024).
| Gráfica de evolución demográfica de San Miguel del Cinca entre 1981 y 2021 |
| |
| Población de derecho según los censos de población del INE Población de hecho según los censos de población del INEEntre el censo de 1981 y el anterior, aparece este municipio porque se fusionan los municipios 22104 (Estiche), 22185 (Pomar) y 22211 (Santa Lecina) |

## Administración y política
| Período   | Alcalde/sa             | Partido |  |
| --------- | ---------------------- | ------- |  |
| 1979-1983 | José Rodellar Ezquerra | UCD     |  |
| 1983-1987 |                        |         |  |
| 1987-1991 |                        |         |  |
| 1991-1995 |                        |         |  |
| 1995-1999 | José Ponte Sisó        | PP      |  |
| 1999-2003 | José Ponte Sisó        | PP      |  |
| 2003-2007 | Elisa Sancho Rodellar  | PSOE    |  |
| 2007-2011 | Elisa Sancho Rodellar  | PSOE    |  |
| 2011-2015 | Elisa Sancho Rodellar  | PSOE    |  |
| 2015-2019 | Elisa Sancho Rodellar  | PSOE    |  |

| Partido político    | Partido político                                   | 2003   | 2007   | 2011   | 2015   |
| Partido político    | Partido político                                   | Ediles | Ediles | Ediles | Ediles |
|                     | Partido de los Socialistas de Aragón (PSOE-Aragón) | 4      | 5      | 4      | 5      |
|                     | Partido Popular de Aragón (PP)                     | 2      | 2      | 3      | 2      |
|                     | Partido Aragonés (PAR)                             | 1      | —      | —      | —      |
| Total de concejales | Total de concejales                                | 7      | 7      | 7      | 7      |